# Copăcel, Bihor
Copăcel este satul de reședință al comunei cu același nume din județul Bihor, Crișana, România.

## Galerie de imagini

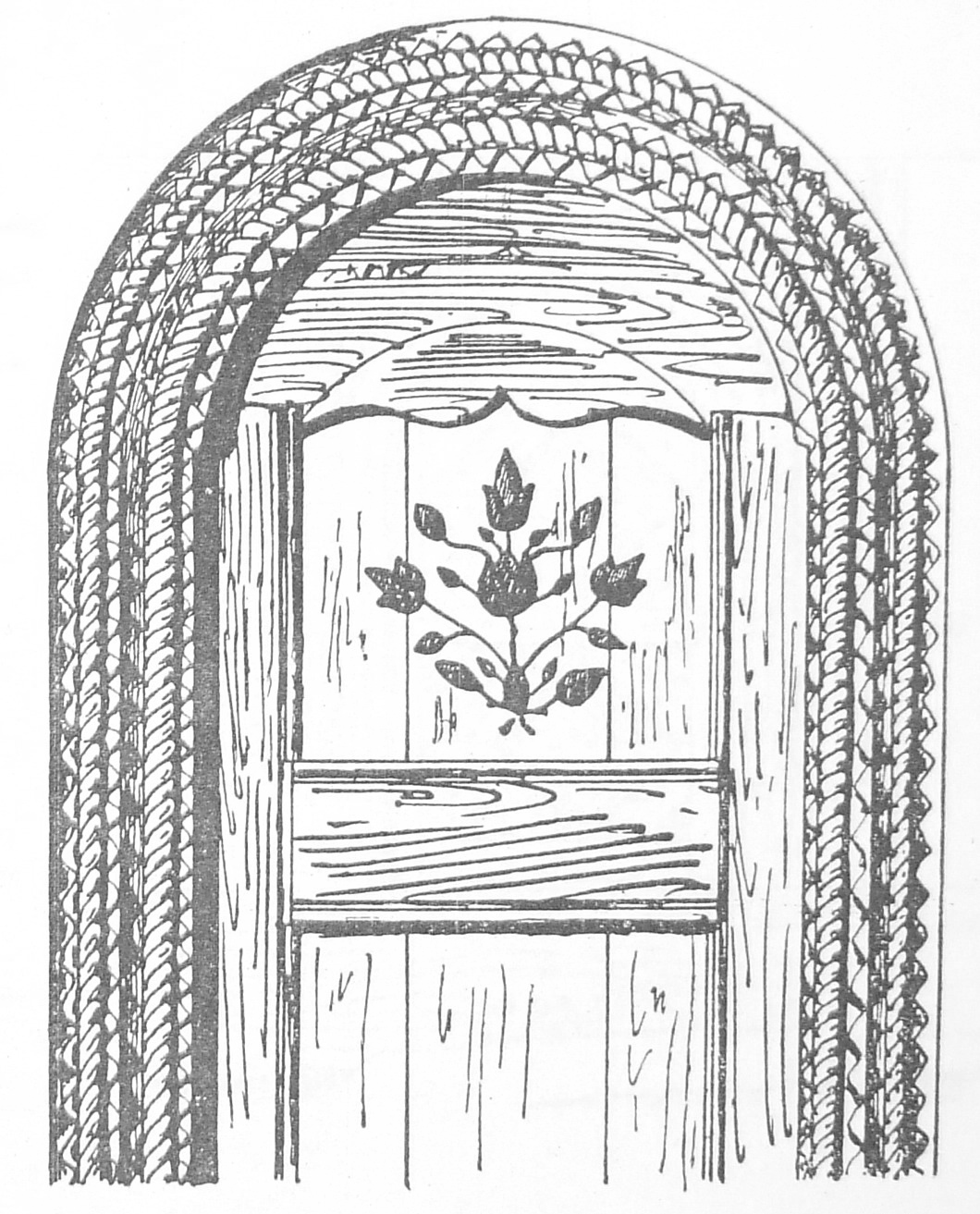
Portalul bisericii de lemn dispărute (imagine de arhivă)

 Acest articol despre o localitate din județul Bihor este deocamdată un ciot. Puteți ajuta Wikipedia prin completarea lui.